# ماریا تلما اسماراتوتیر
ماریا تلما اسماراتوتیر (ایسلندی: María Thelma Smáradóttir؛ زادهٔ ۲۲ ژانویهٔ ۱۹۹۳) بازیگر اهل ایسلند است.
از فیلم‌ها یا برنامه‌های تلویزیونی که وی در آن نقش داشته‌است می‌توان به شمالگان و به‌دام‌افتاده اشاره کرد.